# Ryokufūkai
Das Ryokufūkai (jap. 緑風会, dt. etwa: „Sommerwind-Versammlung“) war eine Fraktion im Sangiin, dem japanischen Oberhaus. Es gehörte in den ersten Jahren nach der Einrichtung des Sangiin unter der Nachkriegsverfassung von 1947 zu den stärksten Gruppierungen.
Das Ryokufūkai entstand durch den Zusammenschluss von Teilen der Unabhängigen, die nach der ersten Wahl 111 der insgesamt 250 Abgeordneten ausmachten. Zu den Gründern gehörten eine Reihe von ehemaligen Angehörigen des Kizokuin, des Herrenhauses, um Yamamoto Yūzō, ebenso wie einige gemäßigte Sozialisten wie Wada Hiroo. Auch wenn eher konservative Politiker dominierten, hatte das Ryokufūkai ein zentristisches, unparteiliches Selbstverständnis und versuchte schon durch die Namensgebung ideologische Zuspitzungen zu vermeiden. Zunächst war es mit zeitweise über 90 Mandaten stärkste Fraktion und stellte mit Matsudaira Tsuneo den ersten Präsidenten des Sangiin, fiel aber bei den folgenden Wahlen hinter die übrigen Fraktionen zurück. Nachdem sich ab 1955 das Parteiensystem in der Polarisierung auf die Liberaldemokratische Partei und die Sozialistische Partei Japans stabilisierte, bestand das Ryokufūkai nur noch aus wenigen Abgeordneten und löste sich nach der Sangiin-Wahl 1965 auf.
Einige spätere Zusammenschlüsse von parteilosen Abgeordneten nannten sich ebenfalls Ryokufūkai; auch das 1994 gegründete Shinryokufūkai knüpft an die Namensgebung an.